# بالان ویکتوریا
بالان ویکتوریا (به انگلیسی: Ballan) یک منطقهٔ مسکونی در استرالیا است که در ویکتوریا (استرالیا) واقع شده‌است.